# Râs el Aïoun
Râs el Aïoun är en ort i Algeriet.   Den ligger i provinsen Batna, i den norra delen av landet, 260 km sydost om huvudstaden Alger. Râs el Aïoun ligger 862 meter över havet och antalet invånare är 34 167.
Terrängen runt Râs el Aïoun är huvudsakligen kuperad, men den allra närmaste omgivningen är platt. Runt Râs el Aïoun är det ganska tätbefolkat, med 93 invånare per kvadratkilometer. Det finns inga andra samhällen i närheten. Trakten runt Râs el Aïoun består till största delen av jordbruksmark.